# Demochares acristatus
Demochares acristatus är en insektsart som beskrevs av Marius Descamps 1979. Demochares acristatus ingår i släktet Demochares och familjen gräshoppor. Inga underarter finns listade i Catalogue of Life.